# Gare du Perray
La gare du Perray est une gare ferroviaire française de la ligne de Paris-Montparnasse à Brest, située sur le territoire de la commune du Perray-en-Yvelines, dans le département des Yvelines, en région Île-de-France.
C'est une gare de la Société nationale des chemins de fer français (SNCF) desservie par les trains de la ligne N du Transilien (réseau Paris-Montparnasse).

## Situation ferroviaire
Établie à 175 m d'altitude, la gare du Perray est située au point kilométrique (PK) 41,846 de la ligne de Paris-Montparnasse à Brest, entre les gares des Essarts-le-Roi et de Rambouillet.

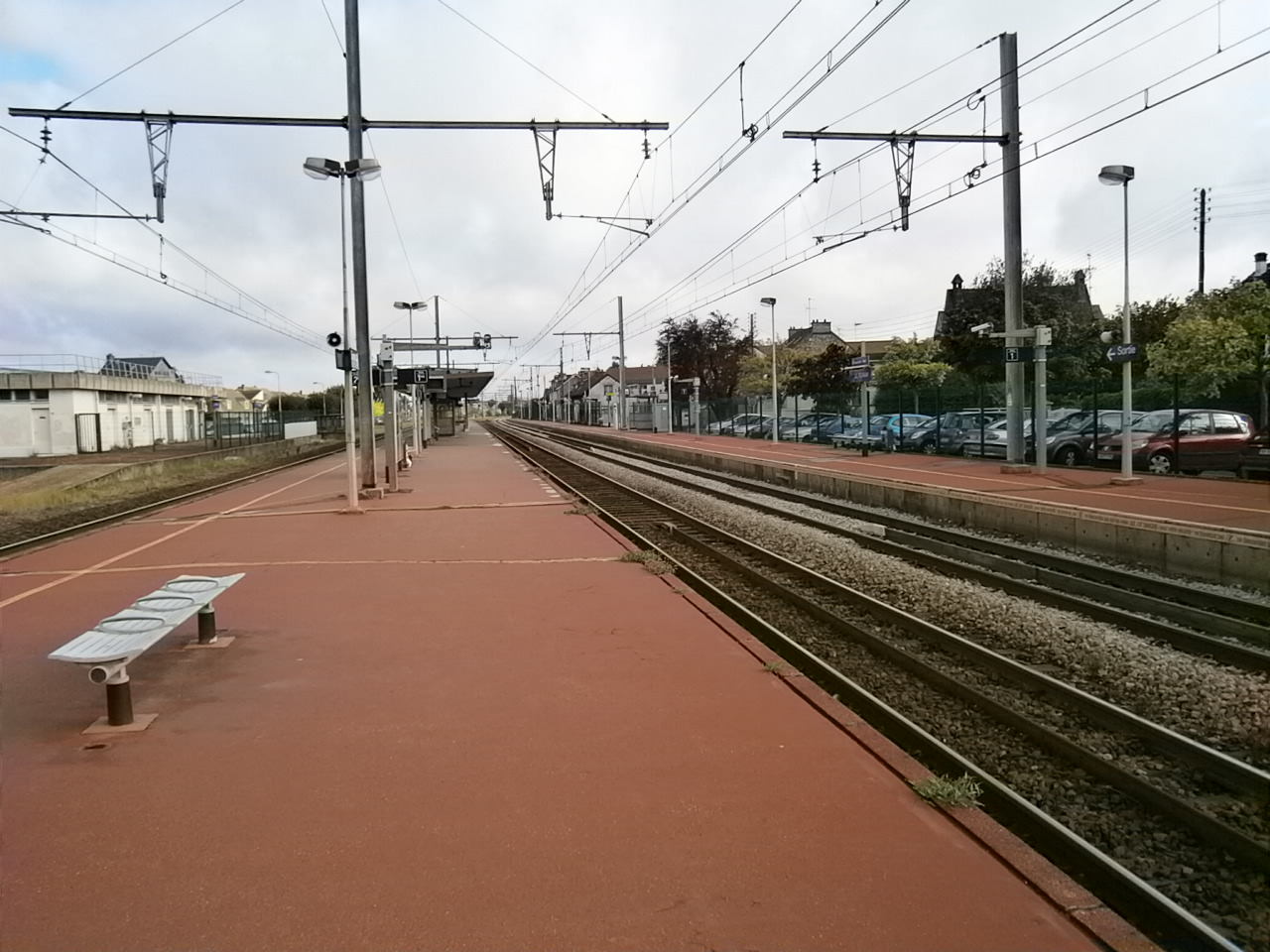
Vue générale de la gare.

## Histoire
Le tronçon entre la gare de Versailles-Chantiers et la gare de Chartres est mis en service le 12 juillet 1849.
En 2011, 1 260 voyageurs ont pris le train dans cette gare chaque jour ouvré de la semaine.

## Service des voyageurs

### Accueil
Gare SNCF, elle dispose d'un bâtiment voyageurs avec guichet, d'automate Transilien et du système d'information sur les circulations des trains en temps réel.
Elle est équipée d'un quai latéral et d'un quai central : le quai C (latéral) dispose d'une longueur utile de 230 m pour la voie 1, le quai B (central) d'une longueur utile de 230 m pour les voies 1Bis et 2. Les deux quais possèdent des abris voyageurs. Le changement de quai se fait par un passage souterrain.

### Desserte
En 2012, la gare est desservie par des trains de la ligne N du Transilien (branche Paris - Rambouillet), à raison d'un train toutes les 30 minutes, sauf aux heures de pointe où la fréquence est d'un train toutes les 15 minutes.
Le temps de trajet est d'environ 6 minutes depuis Rambouillet et de 45 minutes à 55 minutes depuis Paris-Montparnasse.

### Intermodalité
La gare est desservie par les lignes 5208, 5259, 5275, 5349 et le service de transport à la demande « Rambouillet » du réseau de bus Centre et Sud Yvelines.
Un parking pour les véhicules et les vélos y est aménagé.

Photographies des quais
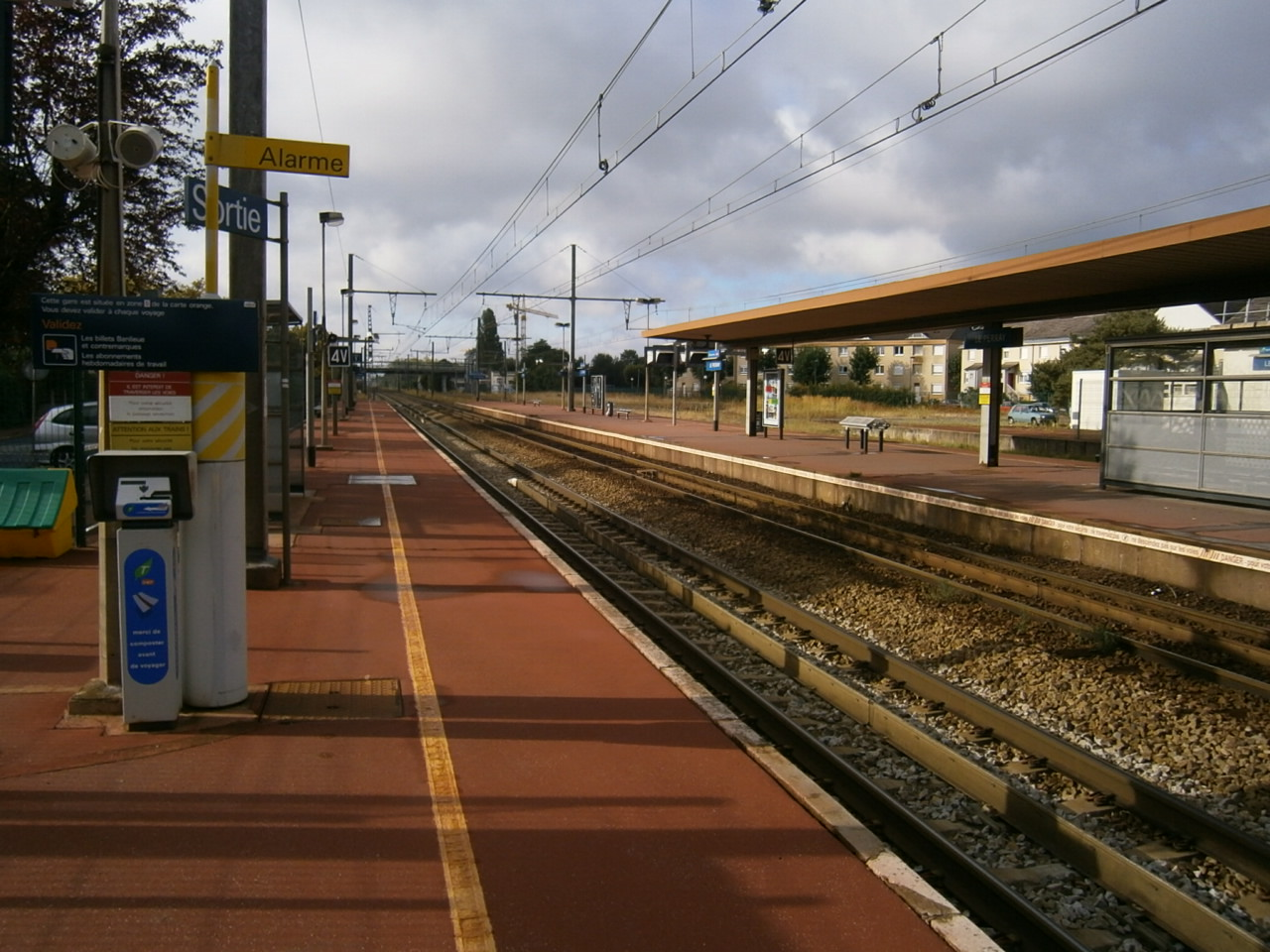
Vue vers Rambouillet.
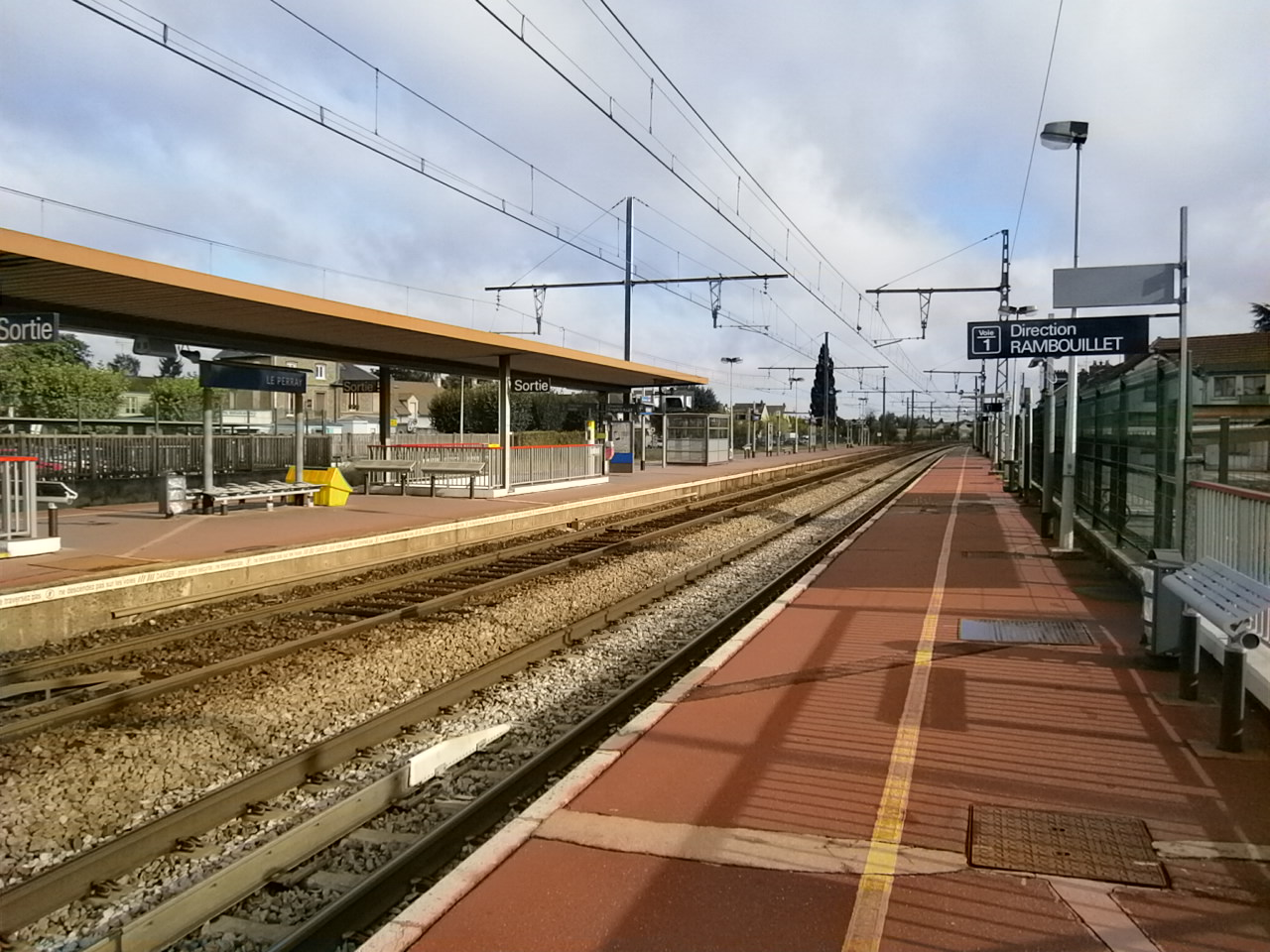
Vue vers Paris.
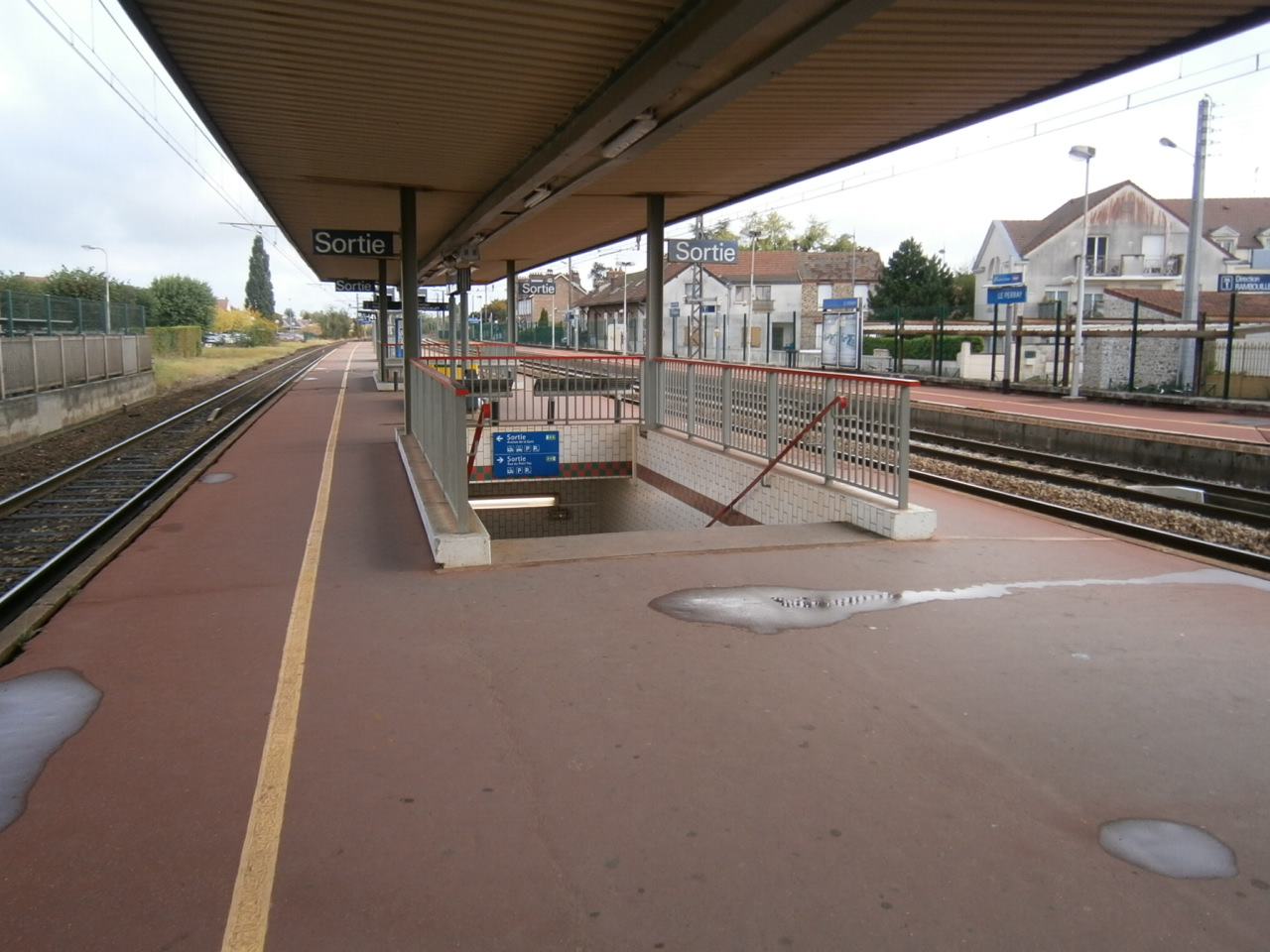
Le passage souterrain.
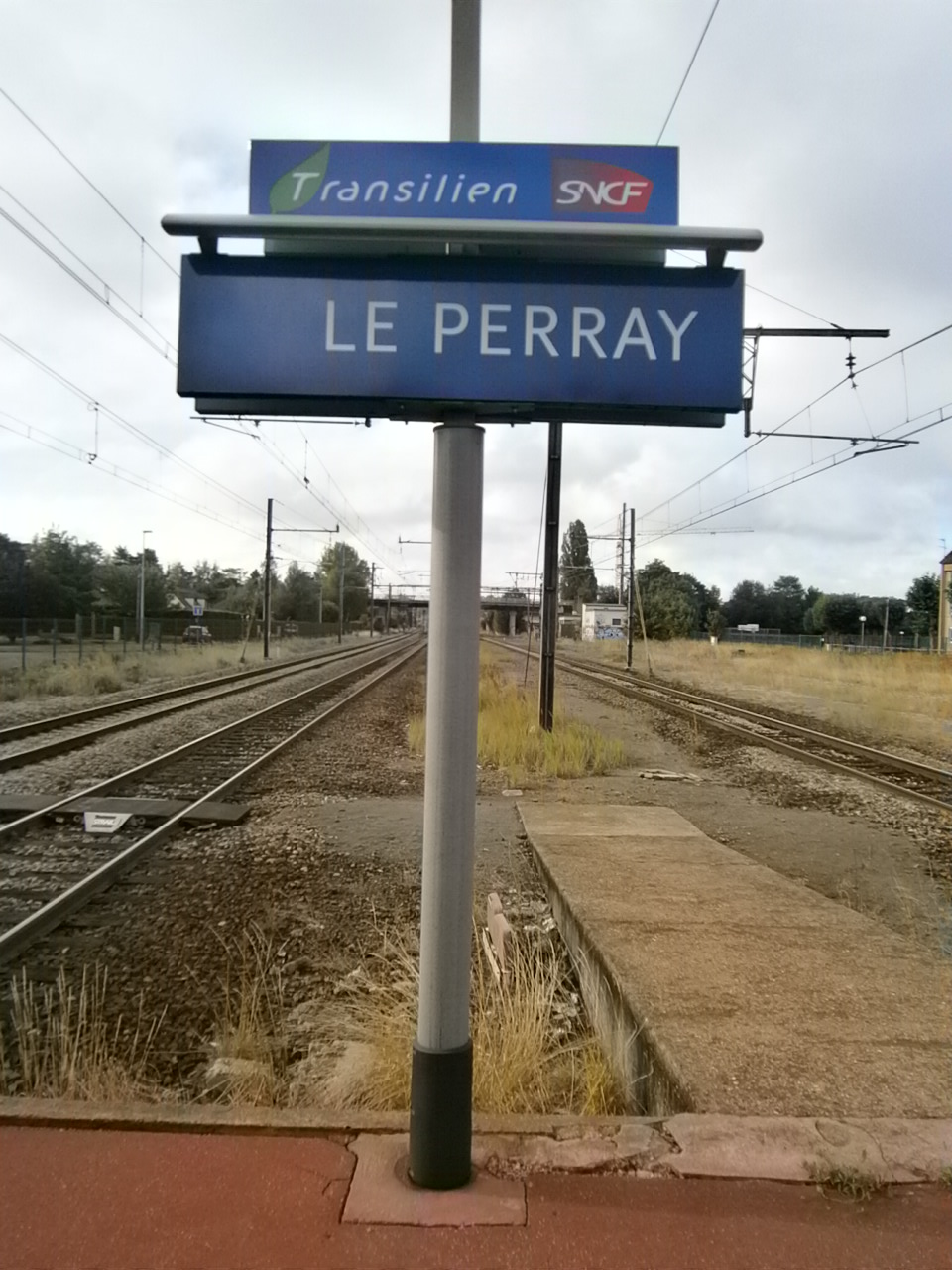
Panneau indiquant le nom de la gare.